# William Carey Jones
William Carey Jones (* 5. April 1855 in Remsen, Oneida County, New York; † 14. Juni 1927 in Spokane, Washington) war ein US-amerikanischer Politiker. Zwischen 1897 und 1899 vertrat er den Bundesstaat Washington im US-Repräsentantenhaus.

## Werdegang
William Jones besuchte die öffentlichen Schulen seiner Heimat und danach das West Salem Seminary in Wisconsin. Nach einem anschließenden Jurastudium an der University of Wisconsin–Madison und seiner im Jahr 1876 erfolgten Zulassung als Rechtsanwalt begann er in Madelia (Minnesota) in seinem neuen Beruf zu arbeiten. In den Jahren 1882 und 1883 war er auch juristischer Vertreter dieses Ortes. Im Jahr 1883 zog Jones in das Washington-Territorium, wo er sich in Cheney niederließ und als juristischer Vertreter dieses Ortes arbeitete. Ab 1887 war Jones in Spokane ansässig. Zwischen 1886 und 1889 war er Staatsanwalt im zwölften juristischen Bezirk des Washington-Territoriums. Nach der Gründung des Bundesstaates Washington wurde Jones zwischen 1889 und 1897 Attorney General des neuen Staates.
Politisch war Jones damals Mitglied der Republikanischen Partei. Zwischen 1884 und 1894 nahm er als Delegierter an allen regionalen Parteitagen in seinem Territorium bzw. Bundesstaat teil. Innerhalb seiner Partei gehörte er der sogenannten Silber-Fraktion an, die Silber als Währungsgrundlage bevorzugte. Bei den staatsweit abgehaltenen Kongresswahlen des Jahres 1896 wurde Jones für das erste Abgeordnetenmandat von Washington in das US-Repräsentantenhaus in Washington, D.C. gewählt, wo er am 4. März 1897 die Nachfolge von Samuel C. Hyde antrat. Da er bei den Wahlen des Jahres 1898 nicht bestätigt wurde, konnte er bis zum 3. März 1899 nur eine Legislaturperiode im Kongress absolvieren. Diese war von den Ereignissen des Spanisch-Amerikanischen Krieges geprägt. Damals kamen auch die Philippinen und die Hawaiiinseln unter amerikanische Verwaltung.
Nach seinem Ausscheiden aus dem US-Repräsentantenhaus wechselte Jones zur Demokratischen Partei. Zwischen 1904 und 1924 war er Delegierter auf allen regionalen Parteitagen der Demokraten im Staat Washington. In diesen Jahren war er beruflich wieder als Anwalt tätig. William Jones starb am 14. Juni 1927 in Spokane.